# Nancy Ramey
Nancy Ramey est une nageuse américaine née le 29 juin 1940 à Seattle.

## Biographie
Nancy Ramey dispute l'épreuve du relais 100m papillon aux Jeux olympiques d'été de 1956 de Melbourne et remporte la médaille d'argent.